# Pépoaza irupéro
Xolmis irupero
Espèce
Statut de conservation UICN

 LC  : Préoccupation mineure
Le Pépoaza irupéro (Xolmis irupero) est une espèce de passereaux de la famille des Tyrannidae,,.

## Systématique et distribution
Cet oiseau est représenté par deux sous-espèces selon la classification de référence du Congrès ornithologique international (version 9.1, 2019) :
- Xolmis irupero niveus (von Spix, 1825) : est du Brésil (des États du Ceará et du Pernambouc à ceux de Bahia et du Minas Gerais) ;
- Xolmis irupero irupero (Vieillot, 1823) : du sud-est du Brésil au Paraguay, à l'Uruguay, à la Bolivie et au nord de l'Argentine[1],[5].